# Långdrag

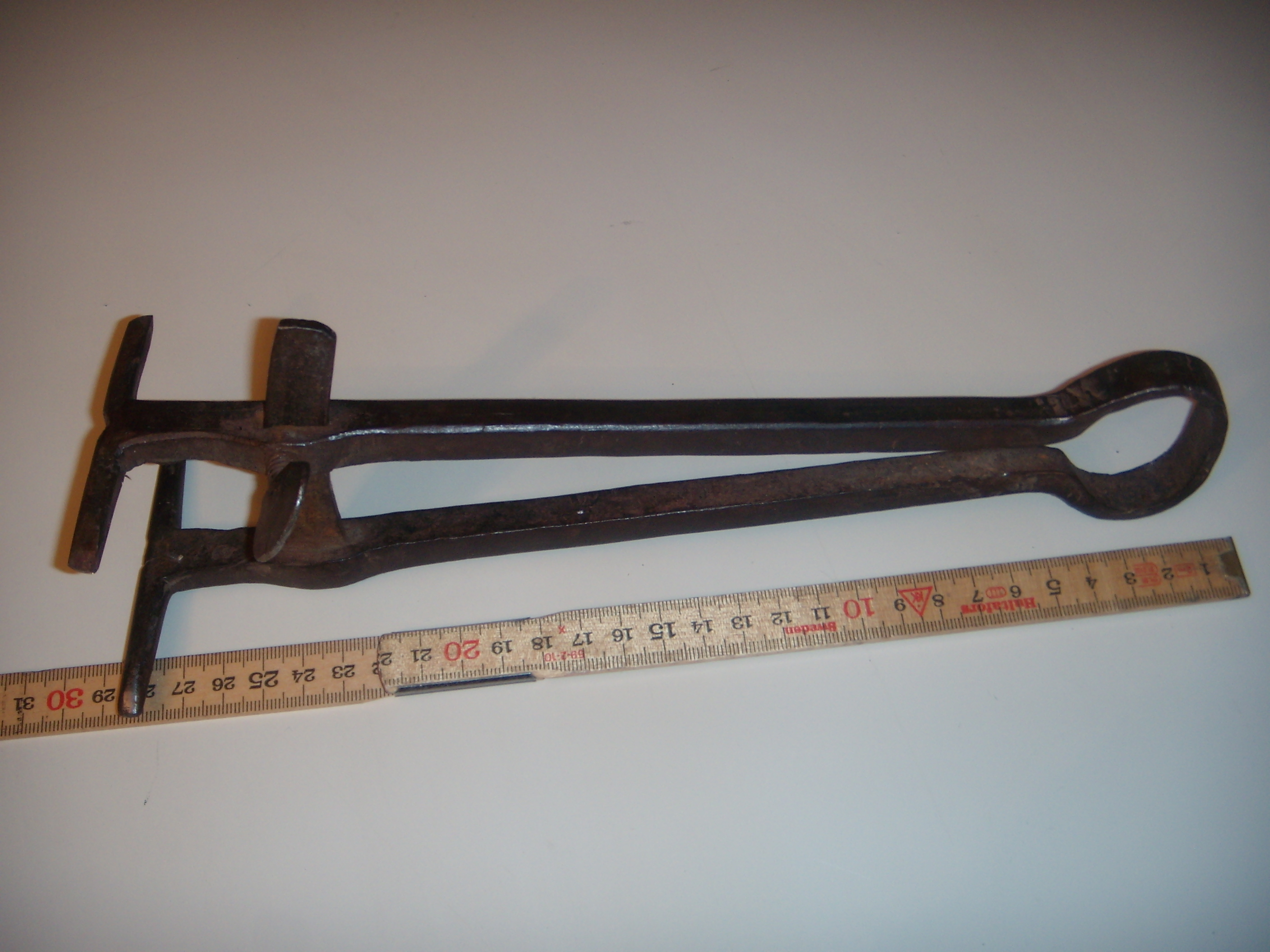
Dragjärn för att märka ut långdraget.

Långdrag, även kallat meddrag, är skålningen på undersidan av ett timmerblock vid timring. 
Skålningen skall göras så väl anpassad till den underliggande stockens form, att långdragets kanter sluter helt tätt mot denna endast genom väggens tyngd. Långdraget kan göras med dragjärn och yxa eller i senare tid med timmerfräs. I boningshus, fähus och stall läggs isolering i långdraget i form av vägg- eller husmossa. I andra byggnadstyper såsom härbren och trösklador lämnas det tomt. Numer används även mineralull eller annan värmeisolering som fyllning.